# Malta en los Juegos Olímpicos de Londres 1948
Malta estuvo representada en los Juegos Olímpicos de Londres 1948 por un deportista masculino que compitió en atletismo.
El equipo olímpico maltés no obtuvo ninguna medalla en estos Juegos.